# Batis de Reichenow
Labatis de Reichenow (Batis reichenowi) és un ocell de la família dels platistèirids (Platysteiridae).

## Hàbitat i distribució
Habita la selva pluvial, clars i matolls de les terres baixes costaneres de l'extrem sud-est de Tanzània.